# Dipșa, Bistrița-Năsăud
Dipșa, mai demult Dipșe (în dialectul săsesc Dirbach, Dirbâχ, în germană Dürrbach, în maghiară Dipse) este un sat în comuna Galații Bistriței din județul Bistrița-Năsăud, Transilvania, România. Se află la 22 km de Bistrița, pe DN15A.

## Lăcașuri de cult

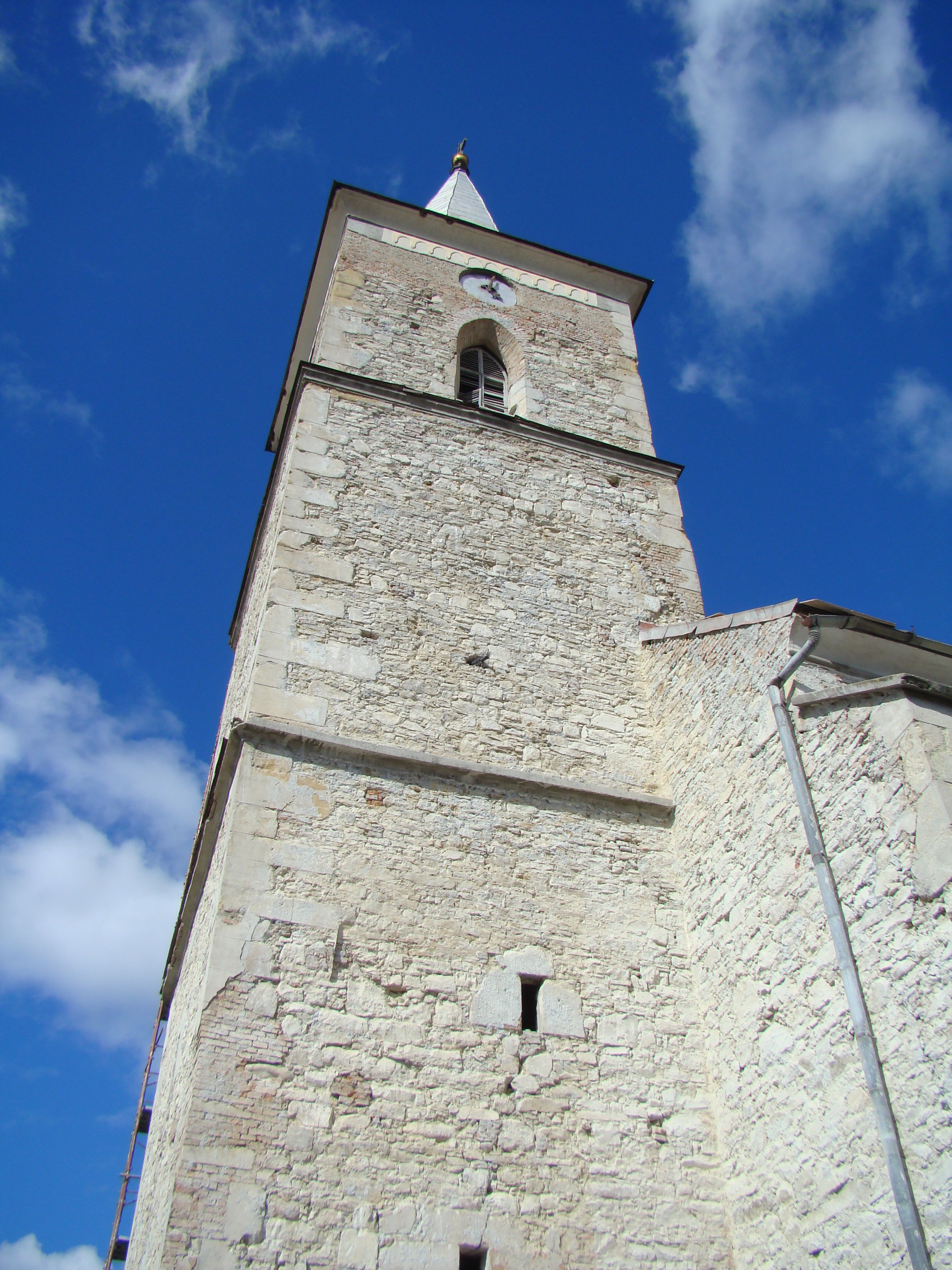
Turnul bisericii evanghelice

- În localitate se află o veche și masivă biserică în stil gotic, cu contraforturi puternice, ridicată între anii 1482-1500 și renovată ulterior.

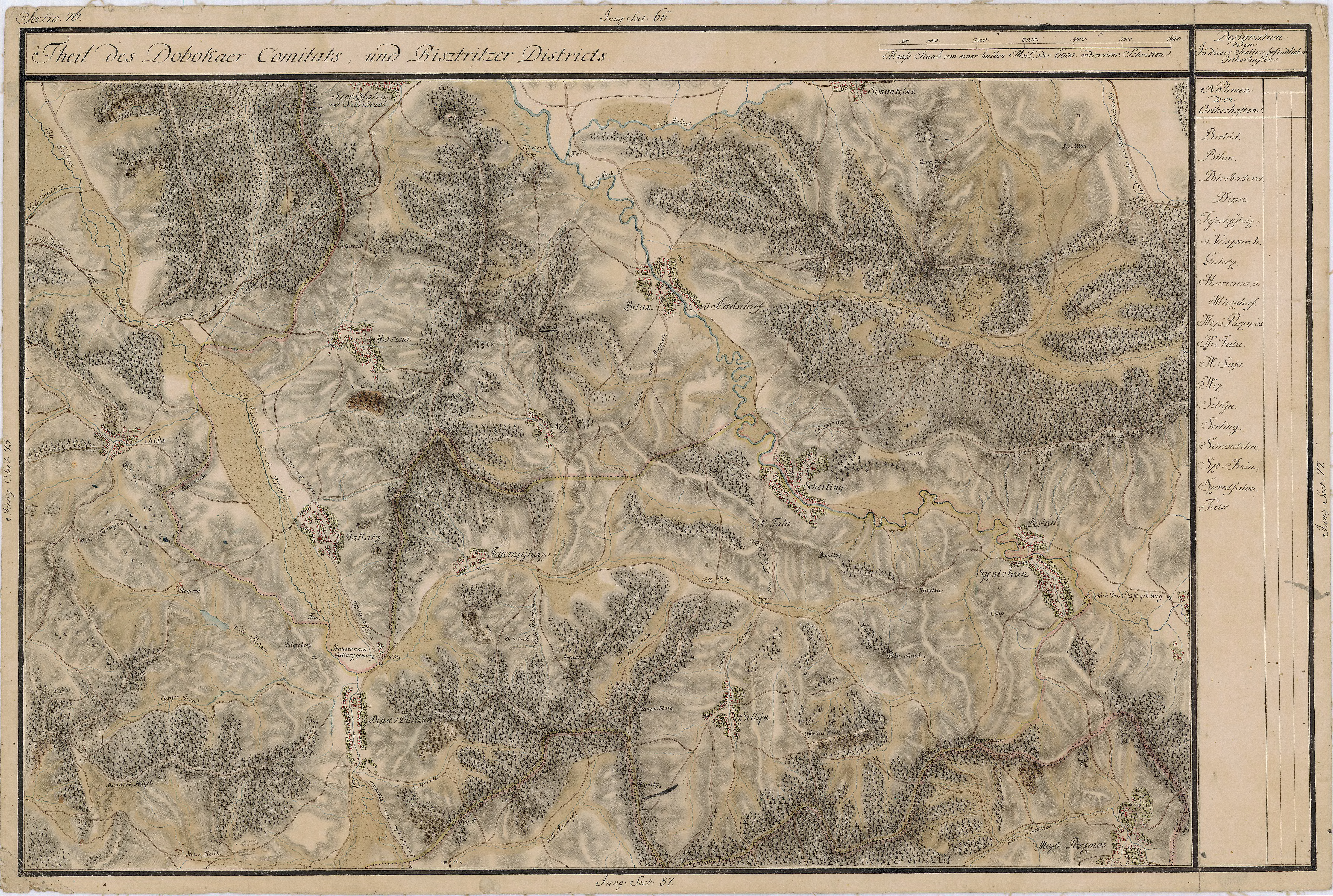
Dipşa în Harta Iosefină a Transilvaniei, 1769-73

## Vezi și
- Biserica evanghelică din Dipșa
- Pământul crăiesc al sașilor, partea nordică
  - Țara Năsăudului de lângă Năsăud
  - Reener Ländchen de lângă Reghin

## Imagini

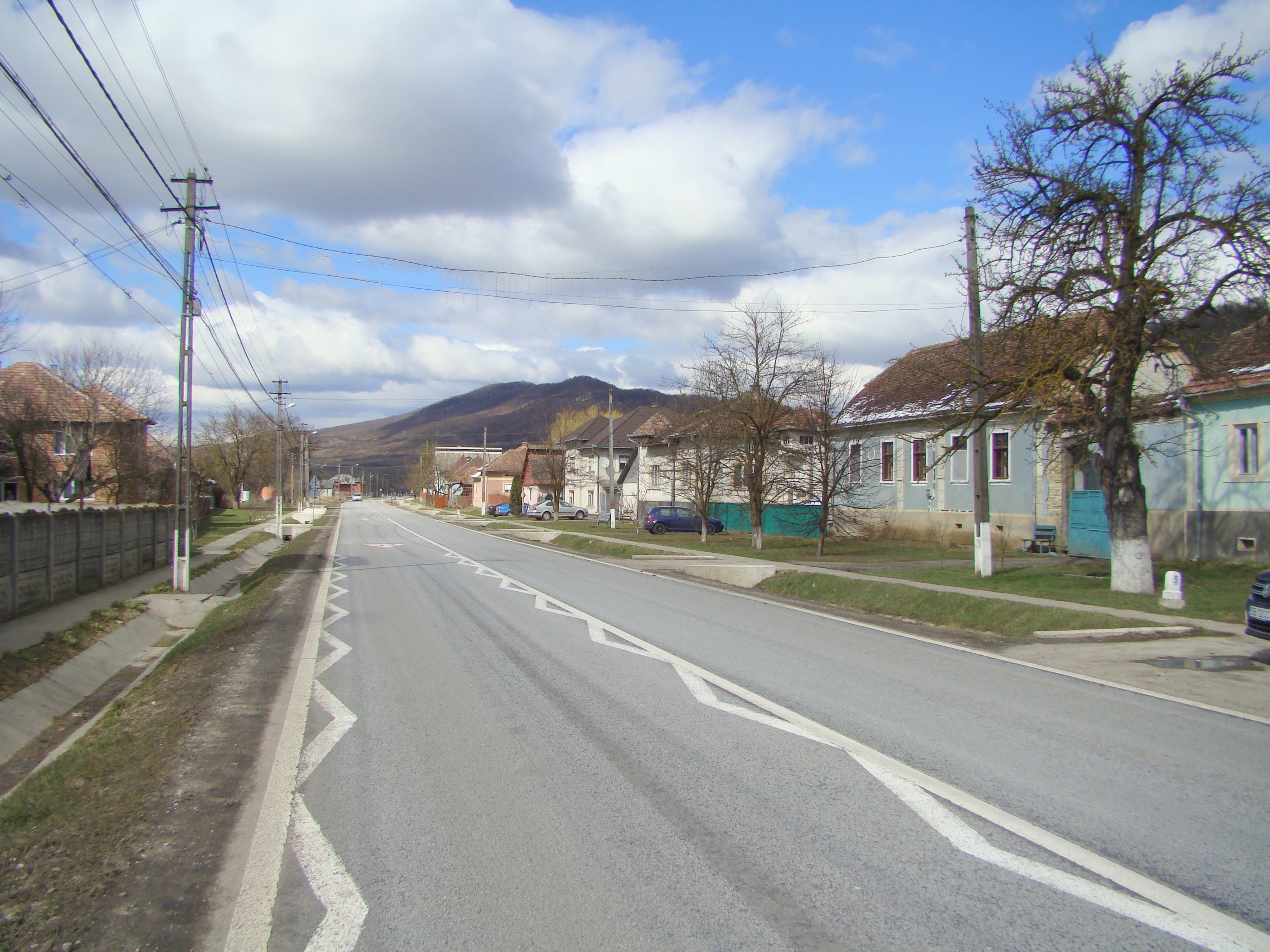
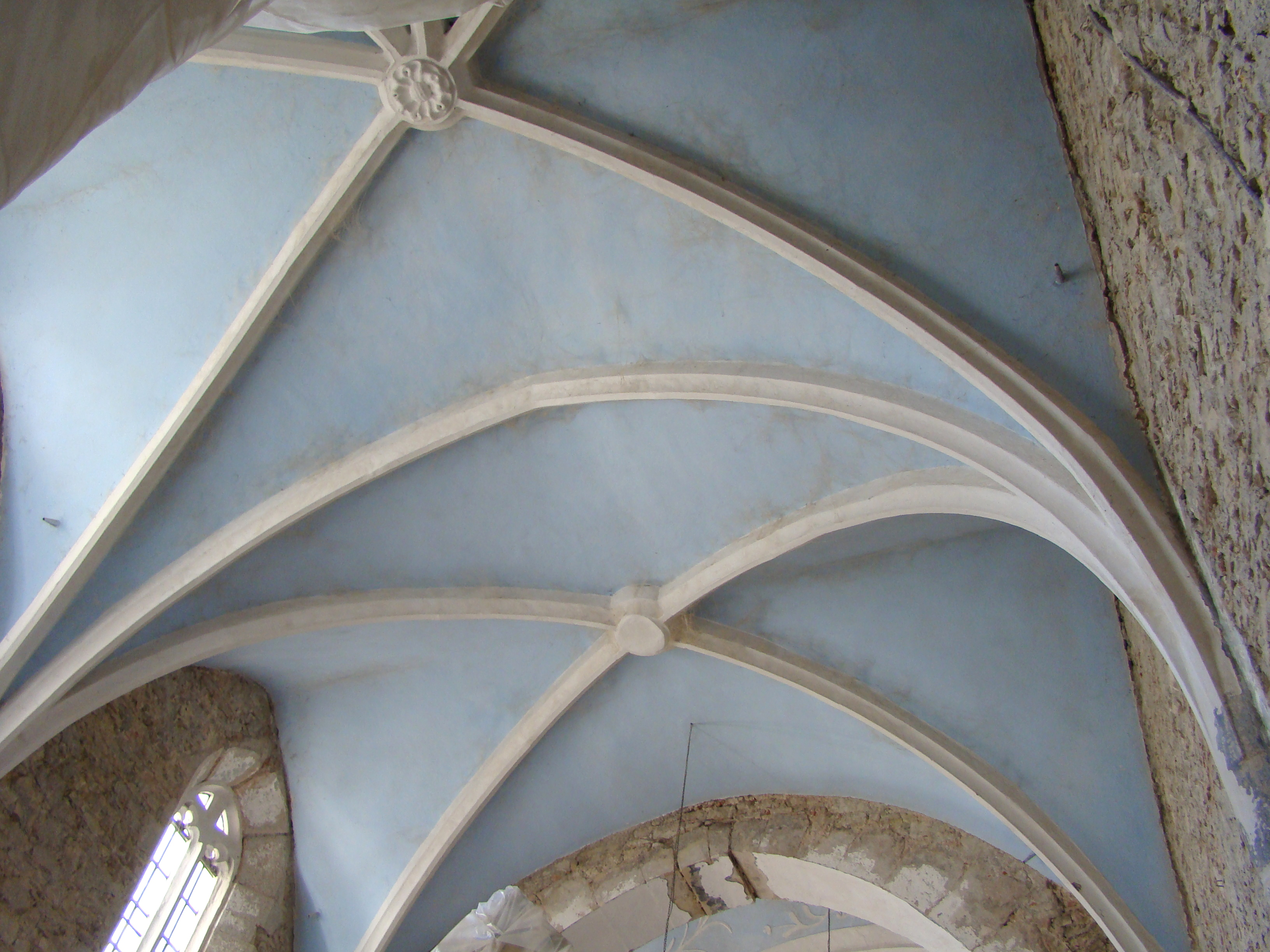
Biserica evanghelică (tavanul cu cheie de boltă)
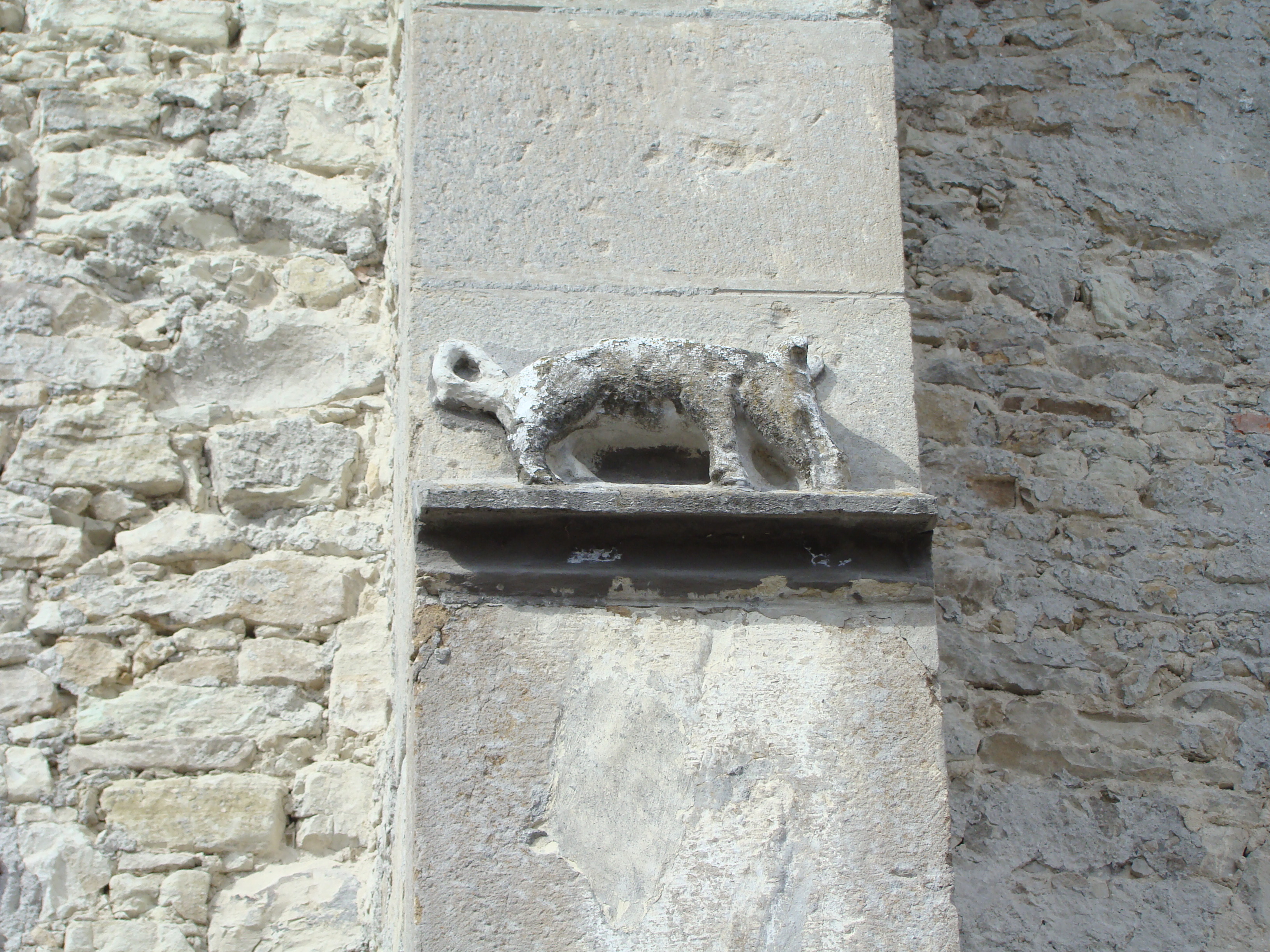
Biserica evanghelică (detaliu: „biserica scroafei”, conform legendei)
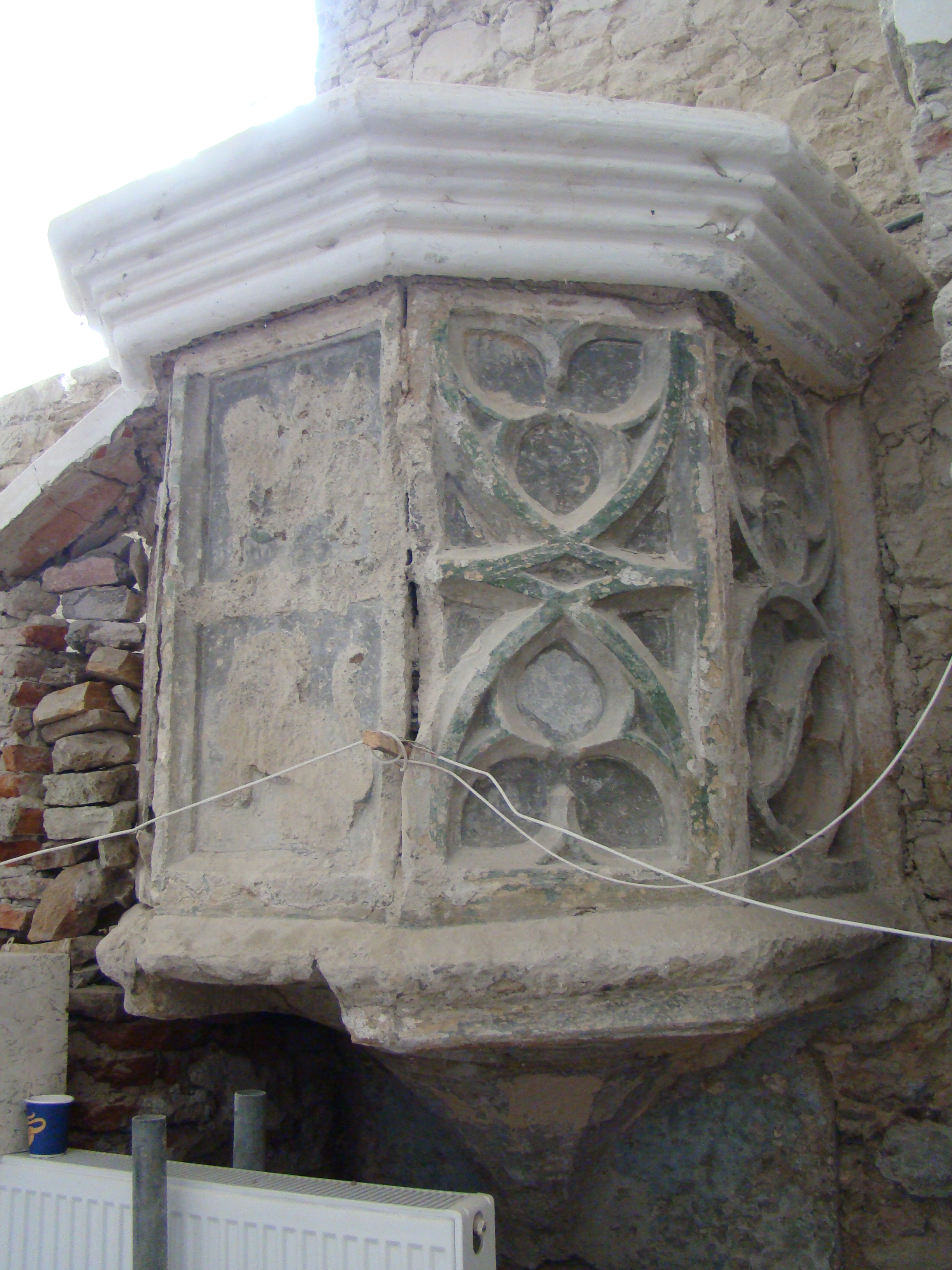
Biserica evanghelică (amvonul)
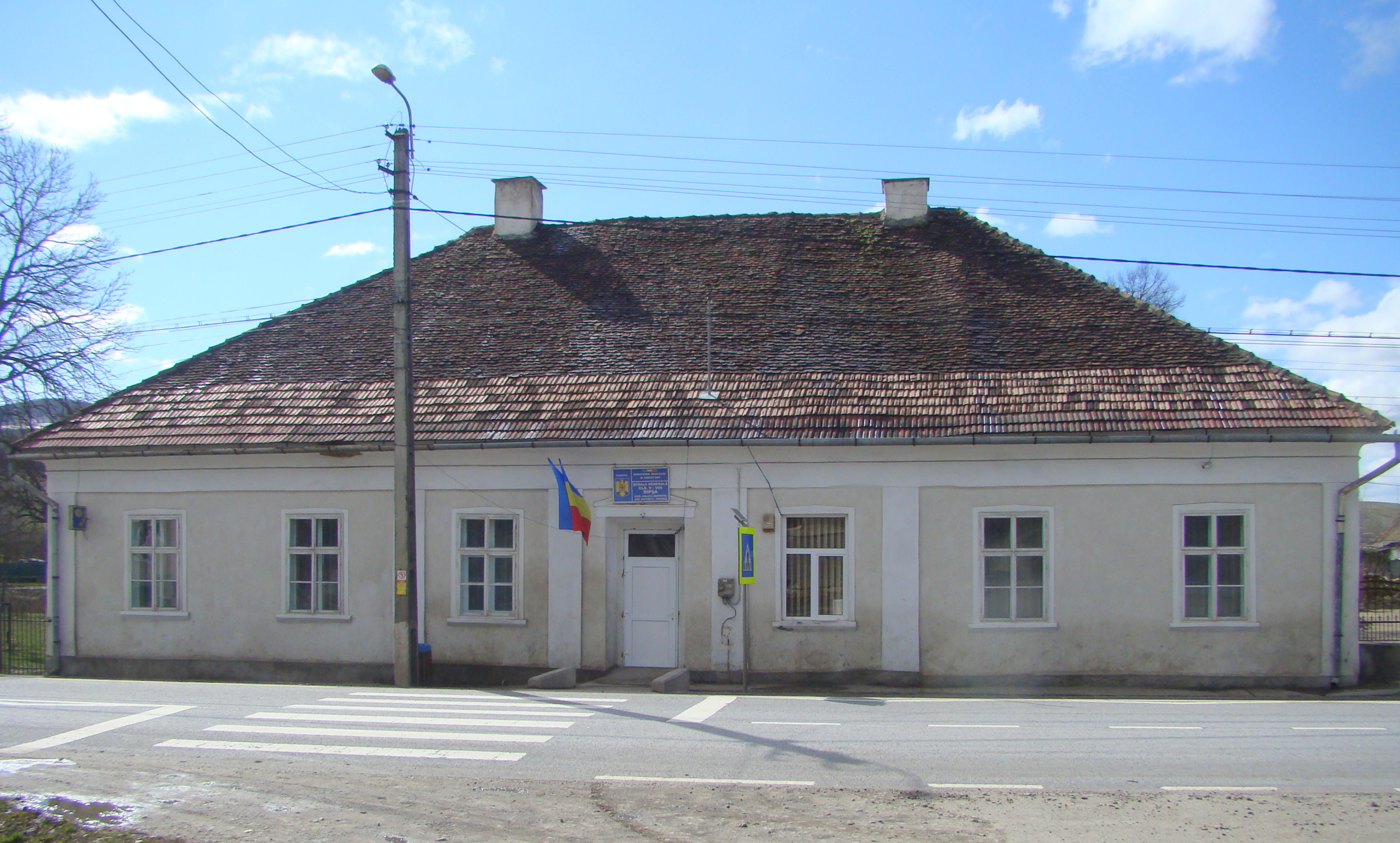
Şcoala